# Gold-Schwingel
Der Gold-Schwingel (Festuca paniculata) ist eine Pflanzenart aus der Gattung Schwingel (Festuca) innerhalb der Familie der Süßgräser (Poaceae). Sie kommt unter anderem in alpinen Wiesen der Ostalpen vor, den nach ihm benannten Goldschwingelrasen. Er wird von manchen Autoren als Patzkea paniculata (L.) G.H.Loos in die Gattung Patzkea oder als Lolium paniculatum (L.) P.Englmaier in die Gattung der Weidelgräser (Lolium) gestellt.

## Beschreibung

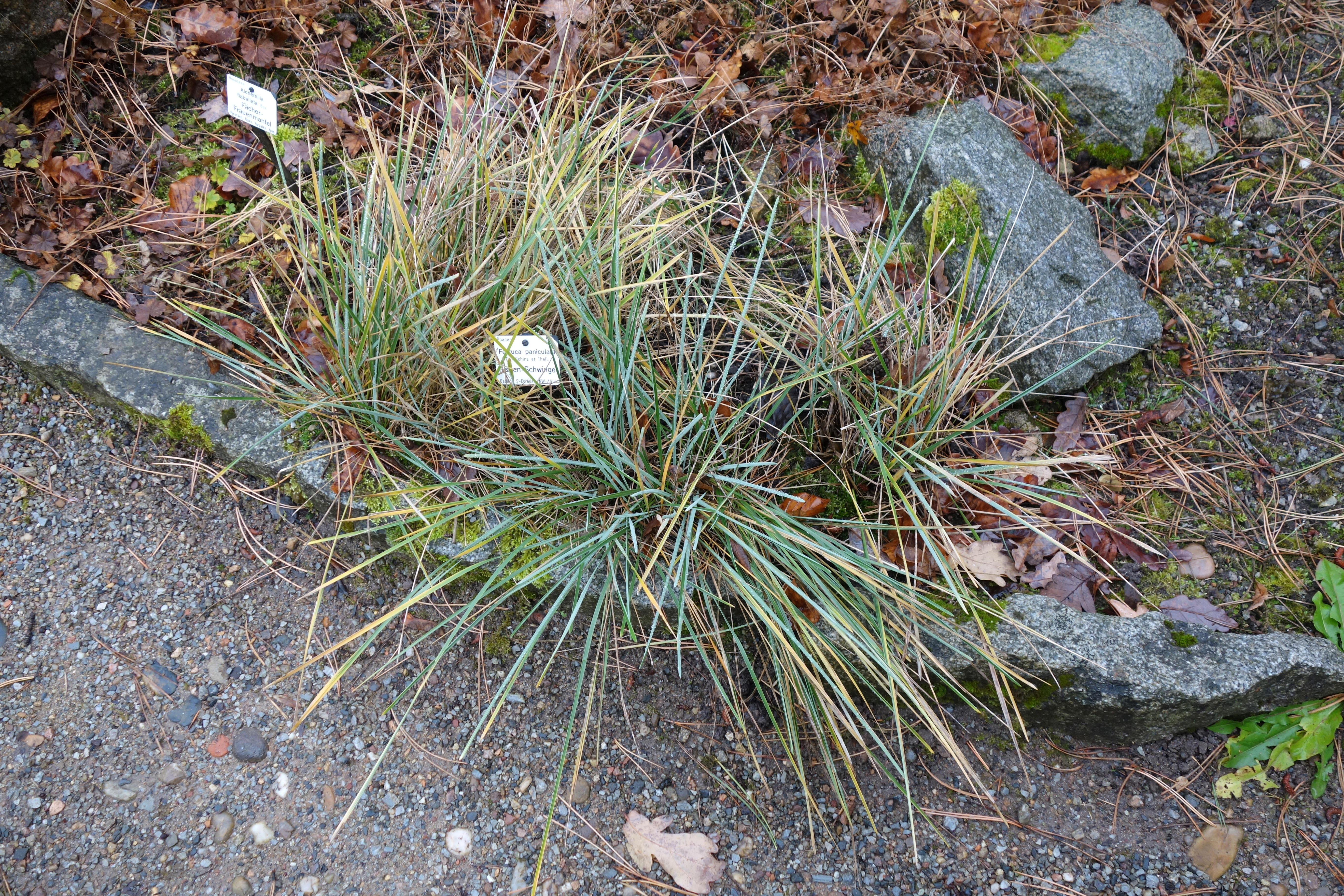
Habitus

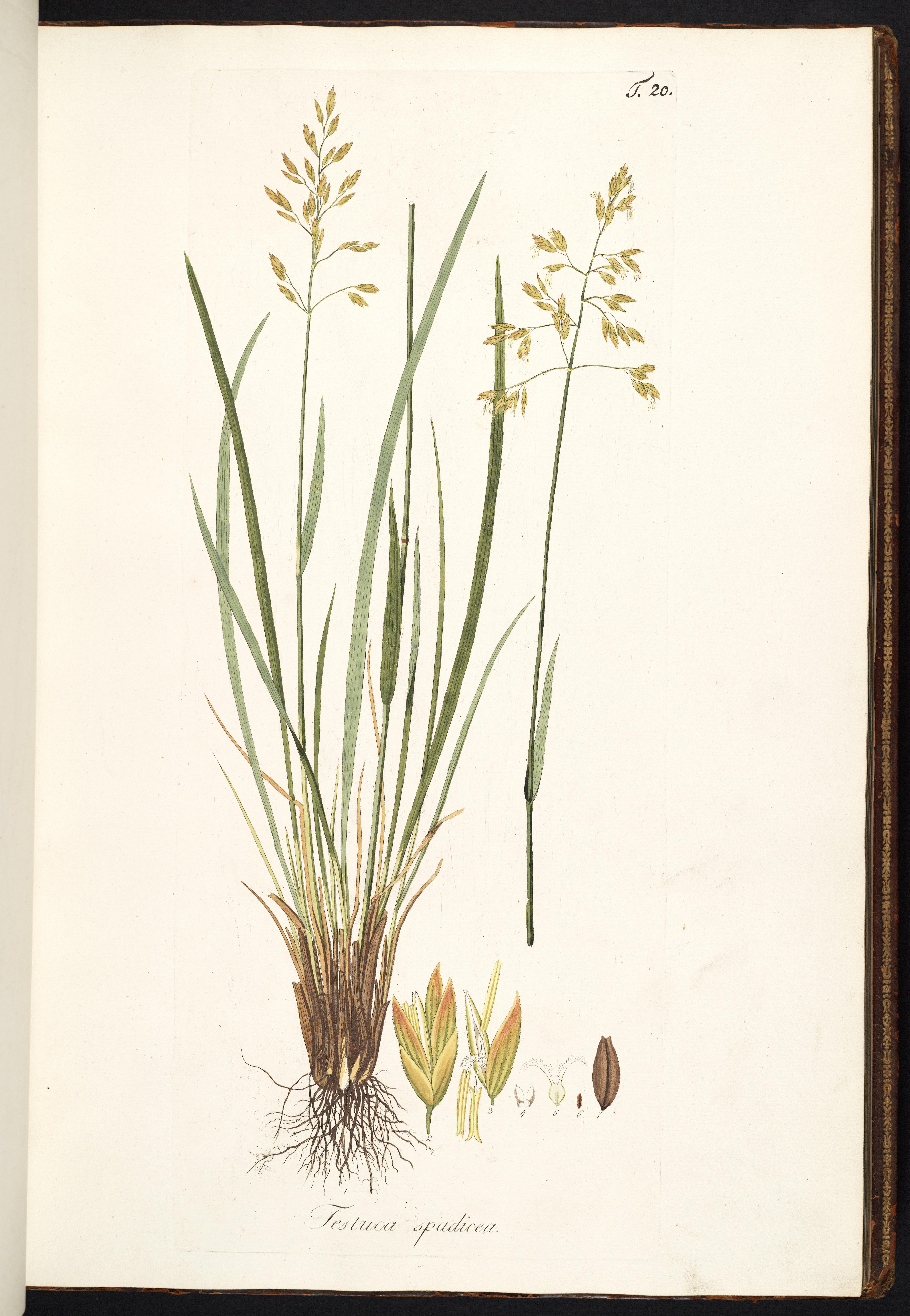
Illustration

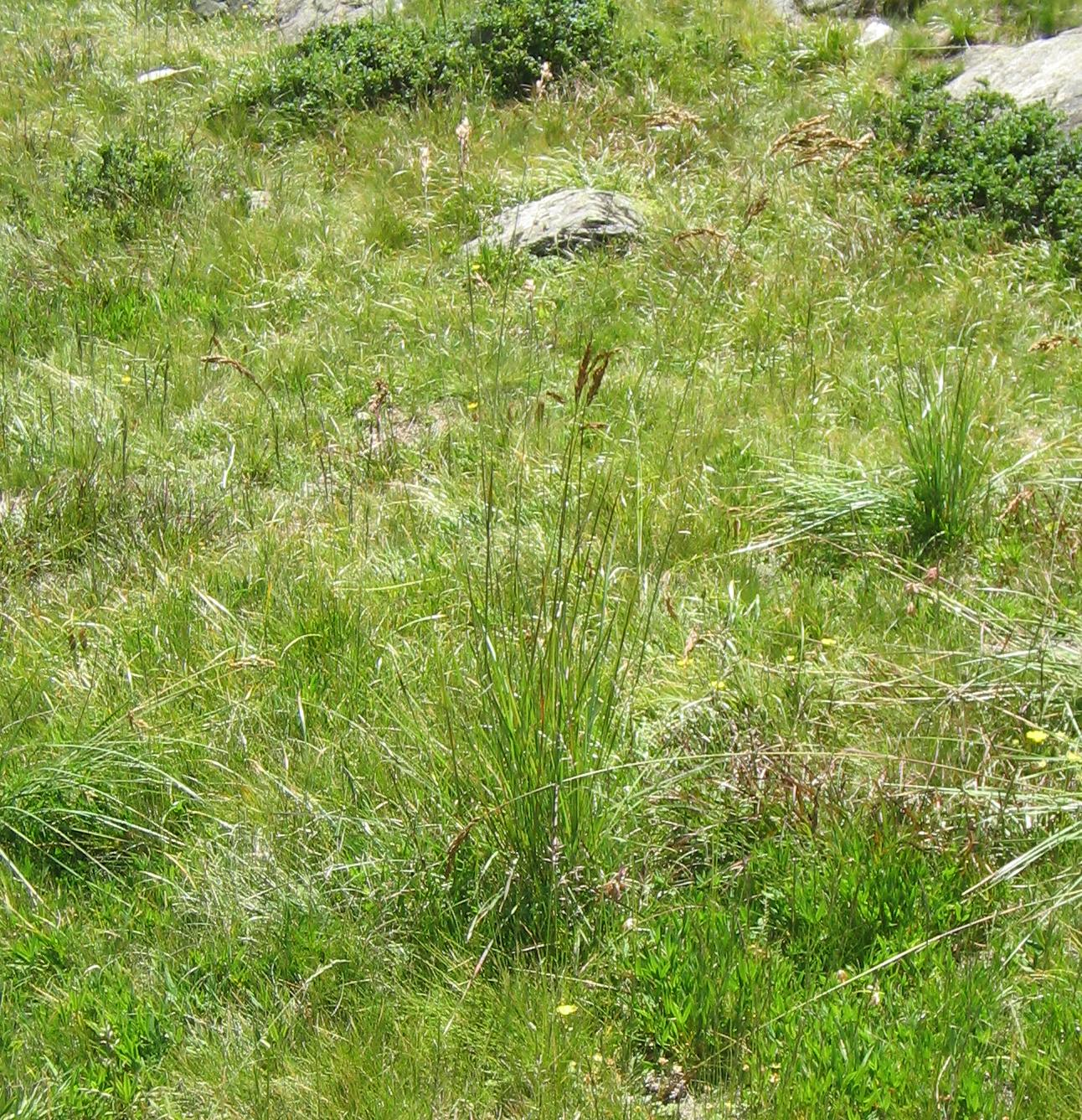
Gold-Schwingel im Habitat

### Vegetative Merkmale
Der Gold-Schwingel ist eine ausdauernde krautige Pflanze und erreicht Wuchshöhen von 50 bis 120 Zentimetern. Er wächst dicht horstig und bildet keine Ausläufer. Seine Halme sind glatt und kahl und am Grund stark zwiebelartig verdickt mit 1 bis 2 Zentimeter Durchmesser. Jeder Halm hat 2 bis 3 kahle Knoten.
Die Blattscheiden sind kahl. In der unteren Hälfte sind die Blattscheiden verwachsen und nicht gerieft. An den oberen Stängelblättern sind die Blatthäutchen höchstens 3 Millimeter lang. Die Laubblätter haben eine flache Spreite und sind bis 30 Zentimeter lang und höchstens 3 Millimeter breit. An der Spreiten-Außenseite (der morphologischen Unterseite) befindet sich sklerenchymatisches Gewebe.

### Generative Merkmale
Die Blütezeit reicht von Juli bis August. Der eher dichte, zusammengezogene rispige Blütenstand ist 8 bis 12, selten bis 15 Zentimeter lang. Er ist länglich-eiförmig bis länglich und zur Blütezeit locker und ausgebreitet, sonst dicht und zusammengezogen. Die Seitenäste gehen zu zweit von der glatten Hauptachse ab; der längere Ast trägt 4 bis 9 Ährchen, der kürzere 3 bis 6 Ährchen. Die Ährchen sind 10 bis 12 Millimeter lang und goldgelb, zur Fruchtreife braun. Die untere Hüllspelze ist 5 bis 6 Millimeter lang, die obere 6 bis 7 Millimeter lang. Die Deckspelzen besitzen fünf deutlich vortretende Leitbündel und sind nicht begrannt. Sie sind 6,5 bis 8 Millimeter lang und überall etwas rau. Die Vorspelzen sind zweinervig und 6,5 bis 8 Millimeter lang. Die Staubbeutel sind 4 bis 5 Millimeter lang. Der Fruchtknoten ist am oberen Ende behaart bis kahl.
Beim Gold-Schwingel liegt Diploidie vor. Die Chromosomenzahl ist 2n = 14.

## Vorkommen
Der Gold-Schwingel kommt in Marokko, Tunesien, Portugal, Spanien, Frankreich, in der Schweiz, in Italien, Österreich, Slowenien, Kroatien, Serbien, Kosovo, Bosnien-Herzegowina, Montenegro, Albanien, Griechenland, Bulgarien und Rumänien vor.
Der Gold-Schwingel kommt innerhalb Österreichs in Kärnten und Osttirol vor, in Salzburg nur in der Goldberg-Gruppe, in der Steiermark nur auf der Koralpe. Weitere Vorkommen gibt es in Südtirol. In Nordtirol fehlt diese Art, ebenso in Deutschland und in der Schweiz mit Ausnahme des südlichen Tessins. Der Gold-Schwingel wächst in der subalpinen und alpinen Höhenstufe auf sonnigen Bergwiesen und auf steinigen Weiderasen. Er ist kalkmeidend.
Außerhalb der Ostalpen kommt der Gold-Schwingel in den Südalpen, in den Gebirgen Süd- und Südosteuropas und in Nordafrika (Marokko) vor. In Slowenien kommt er nur im Karst auf der Vremščica vor. In Südosteuropa kommt er im Balkangebirge, Rila- und Pirin-Gebirge vor und wächst auf steilen, eher skelettreichen Hängen der unteren alpinen Stufe. In den Alpen erreicht er in Südtirol im Knuttental bei Rein in Taufers 2500 Meter. Ein besonders tiefer Wuchsort ist das Ufer des Lago Maggiore mit 205 Meter.
Die ökologischen Zeigerwerte nach Landolt & al. 2010 sind in der Schweiz: Feuchtezahl F = 2 (mäßig trocken), Lichtzahl L = 3 (hell), Reaktionszahl R = 2 (sauer), Temperaturzahl T = 3 (montan), Nährstoffzahl N = 3 (mäßig nährstoffarm bis mäßig nährstoffreich), Kontinentalitätszahl K = 4 (subkontinental).

### Goldschwingelwiesen
In den Ostalpen bildet der Gold-Schwingel eine eigene Pflanzengesellschaft, das Hypochoerido uniflorae-Festucetum paniculatae Hartl in Theurillat 1989. Der Goldschwingelrasen gehört zum Verband des Festucion variae (Hangwarme Urwiesen der Silikatalpen) innerhalb der Festucetalia spadiceae (Bodensaure Wildheumähder, Weiden und Lawinarwiesen). Einzige Kennart ist Festuca paniculata, Trennarten sind Bartnelke (Dianthus barbatus) und Langblatt-Witwenblume (Knautia longifolia).
Die Wiesen kommen an der Tauernsüdabdachung, auf der Koralpe und in den Karnischen Alpen vor. Der Verbreitungsschwerpunkt liegt im subalpinen Bereich zwischen 1800 und 2000 Metern, die Höhenverteilung reicht aber insgesamt von 1500 bis 2500 Meter Meereshöhe. Es sind artenreiche Wildheumähder mit durchschnittlich 45 Arten. Die Wiesen wachsen auf Hängen mit meist 30° Neigung (10 bis 40°), mit Schwerpunkt auf Süd-, Südwest- und Südostlagen. Die Bodenreaktion ist meist sauer (pH-Wert 3,5 bis 5,6), im Grundgestein ist dennoch immer auch Calciumcarbonat vorhanden. Der Großteil der Wiesen wurde zumindest in der Vergangenheit regelmäßig gemäht, einzelne Bestände wurden aber nie genutzt.
Die Artengarnitur der Goldschwingelwiesen zeigt nicht nur die Verbindung zum Festucion, es kommen auch etliche Arten der Seslerietea, der Molinio-Arrhenatheretea, Vaccinio-Piceetea, Calluno-Ulicetea sowie der Festuco-Brometea vor.
Die Wiesen kommen auf sauren bis mäßig sauren Böden vor. Das Vorkommen von Kalk- und Säurezeigern geht auf die Aushagerung durch die teils jahrhundertelange Nutzung zurück. Die Wiesen sind recht vielfältig. Die Vielfalt wird von der Seehöhe, dem Gesteinsuntergrund, dem Mähregime und der Bewässerung verursacht. Heute werden viele Wiesen nicht mehr gemäht, über die dadurch bedingten Sukzessionsvorgänge ist sehr wenig bekannt.
Der Goldschwingelrasen ist auf etlichen Standorten sicher eine autochthone, d. h. natürlich vorkommende, Dauergesellschaft, und zwar auf Standorten der subalpinen Stufe, die für Wald zu ungünstig sind. Entwaldung und beginnende Mahd haben in der Vergangenheit dazu geführt, dass sich der Goldschwingelrasen sekundär ausgebreitet hat, vor allem auf Hängen, die aufgrund der Steilheit vom Vieh gemieden werden. Beweidung wird vom Goldschwingelrasen nicht vertragen, obwohl der Gold-Schwingel selbst aufgrund der steifen Blätter vom Vieh eher verschmäht wird.

### Pflanzengesellschaften außerhalb der Ostalpen
In den Südalpen kommt das Centaureo-Festucetum spadiceae vor, das mit dem ostalpinen Goldschwingelrasen keine floristischen Gemeinsamkeiten aufweist. Gemeinsam sind ihnen eine hohe Artenzahl, die durch den Kalkgehalt des sauren Bodens bedingt ist, der hohe Anteil an Hemikryptophyten und der Mangel an Moosen. Der Boden der südalpinen Gesellschaft ist tiefgründig, schwach sauer bis neutral. Sie kommt nie über reinem Kristallin- oder reinem Kalk-Gestein vor. Sie wächst an warmen, trockenen Hängen in der mittleren und unteren subalpinen Höhenstufe.
In Montenegro und in den Abruzzen auf Sandstein wächst das Genisto-Festucetum spadiceae, im Zentralmassiv eine Festuca spadicea-Chrysanthemum delarbrei-Assoziation, und in den Pyrenäen das Hieracio-Festucetum spadiceae.

## Taxonomie und Systematik
Die Erstveröffentlichung erfolgte 1753 unter dem Namen (Basionym) Anthoxanthum paniculatum durch Carl von Linné in Species Plantarum, Tomus I, S. 28. Diese Art wurde 1913 durch Hans Schinz und Albert Thellung in Vierteljahrsschrift der Naturforschenden Gesellschaft in Zürich, Band 58, Seite 40 als Festuca paniculata (L.) Schinz & Thell. in die Gattung Festuca gestellt. Die Neukombination zu Patzkea paniculata (L.) G.H.Loos wurde 2010 durch G. H. Loos in Jahrbuch des Bochumer Botanischen Vereins, Band 1, Seite 126 veröffentlicht. Der Gattungsname Patzkea ehrt den deutschen Botaniker und Festuca-Kenner Erwin Patzke (1929–2018). Weitere Synonyme für Festuca paniculata (L.) Schinz & Thell. sind: Festuca aurea Lam., Festuca spadicea subsp. aurea (Lam.) K.Richt.
Man kann folgende Unterarten unterscheiden:
- Festuca paniculata subsp. baetica (Hack.) Jahand. & Maire (Syn.: Patzkea paniculata subsp. baetica (Hack.) H. Scholz): Sie kommt in Spanien und in Marokko vor.[5]
- Festuca paniculata subsp. longiglumis (Litard.) Kerguélen (Syn.: Patzkea paniculata subsp. longiglumis (Litard.) H. Scholz): Sie kommt in Spanien und in Frankreich vor.[5]
- Festuca paniculata subsp. macrostachys Llamas, Acedo, Penas & Pérez Morales (Syn.: Patzkea paniculata subsp. macrostachys (Llamas, Acedo, Penas & Pérez Morales) H. Scholz): Sie kommt in Spanien vor.[5]
- Festuca paniculata subsp. moleroi (Cebolla & Rivas Ponce) Rivas Mart., A.Asensi, Molero Mesa & F.Valle (Syn.: Patzkea paniculata subsp. moleroi (Cebolla & Rivas Ponce) H. Scholz): Sie kommt in Spanien vor.[5]
- Festuca paniculata subsp. multispiculata Cebolla & Rivas Ponce (Syn.: Patzkea paniculata subsp. multispiculata (Cebolla & Rivas Ponce) H. Scholz): Sie kommt in Spanien vor.[5]
- Festuca paniculata (L.) Schinz & Thell. subsp. paniculata (Syn.: Patzkea paniculata (L.) G.H.Loos subsp. paniculata): Sie kommt in Spanien, Frankreich, Italien, in der Schweiz, in Österreich, Slowenien, Kroatien, Serbien, Kosovo, Albanien, Griechenland, Bulgarien und in Rumänien vor.[5]
- Festuca paniculata subsp. paui Cebolla & Rivas Ponce (Syn.: Patzkea paniculata subsp. paui (Cebolla & Rivas Ponce) H. Scholz): Sie kommt in Spanien vor.[5]

## Belege
- Manfred A. Fischer, Karl Oswald, Wolfgang Adler: Exkursionsflora für Österreich, Liechtenstein und Südtirol. 3., verbesserte Auflage. Land Oberösterreich, Biologiezentrum der Oberösterreichischen Landesmuseen, Linz 2008, ISBN 978-3-85474-187-9.
- G. H. Loos: Taxonomische Neukombinationen zur Flora Mittel- und Osteuropas, insbesondere Nordrhein-Westfalens. In: Jahrbuch des Bochumer Botanischen Vereins, Band 1, 2010, S. 126. PDF